# Ceyhun Gülselam
Ceyhun Gülselam (Monaco di Baviera, 25 dicembre 1987) è un calciatore turco, centrocampista dell'Altay.

## Carriera

### Club

#### Gli inizi
Nasce a Monaco di Baviera, in Germania, da padre turco e madre tedesca. All'età di 6 anni comincia a giocare a calcio nel Gartenstadt Trudering, squadra del quartiere in cui abitava a quel tempo. In occasione di un torneo giovanile viene visionato da alcuni agenti del Bayern Monaco che decidono di farlo allenare con la propria squadra giovanile. Dopo 8 anni il Bayern Monaco decide di cedere il giovane calciatore all'Unterhaching, squadra del sobborgo del capoluogo bavarese. Proprio in questa squadra, nel 2005, fa il suo esordio da professionista, con la squadra II dell'Unterhaching, nell'Oberliga Bayern, secondo livello del campionato dilettantistico bavarese. In meno di due stagioni si mette in luce nel piccolo campionato dilettantisco e difatti, nel 2007, viene promosso in prima squadra militante nella 2. Fußball-Bundesliga, seconda divisione del campionato di calcio tedesco. La squadra retrocede e Ceyhun ottiene il posto da titolare riuscendo così ad ottenere anche la convocazione della Nazionale di calcio della Turchia.

#### Trabzonspor
Nel 2008 decide di trasferirsi al Trabzonspor, in Turchia. Esordisce il 24 agosto 2008 nella vittoria casalinga per 2-0 contro l'Ankaraspor. Il 6 gennaio 2009 mette assegno la sua prima doppietta con la nuova maglia in occasione della partita, di Coppa di Turchia, pareggiata 3-3 contro l'Antalyaspor. Il 24 maggio 2009 mette a segno i suoi primi due gol nel Campionato turco in occasione della vittoria in trasferta per 5-2 contro l'Eskişehirspor. A fine stagione accumula 21 presenze nelle quali mette a segno due doppiette.
La seconda stagione, nel club turco, si apre con il gol che permette alla sua squadra di vincere la prima partita di campionato per 2-1 contro il Sivasspor. Il 27 agosto 2009 fa il suo esordio in Europa League in occasione della partita di ritorno contro la squadra francese del Tolosa, la partita viene vinta 1-0 grazie al suo gol ma combinato con il risultato dell'andata (3-1) non permette al club turco di superare il turno. Il 5 maggio 2010 vince il suo primo titolo grazie alla vittoria in finale, di Coppa di Turchia, per 3-1 contro il Fenerbahçe. Chiude la stagione con la vittoria della Coppa e con 37 presenze e 4 gol messi a segno.
La terza stagione si apre subito con la vittoria della Supercoppa turca ai danni del Bursaspor vincendo con un netto 3-0. Questa stagione non è una delle migliori per Ceyhun, infatti non è quasi mai titolare nelle partite della sua squadra. A fine stagione, dopo essere sceso in campo in 31 partite dove mette a segno un solo gol ai danni del Beşiktaş, viene ceduto insieme al suo compagno di squadra Selçuk İnan ai rivali del Galatasaray. Con la maglia del Trabzonspor totalizza 89 presenze e 9 gol.

#### Galatasaray e il prestito al Kayserispor

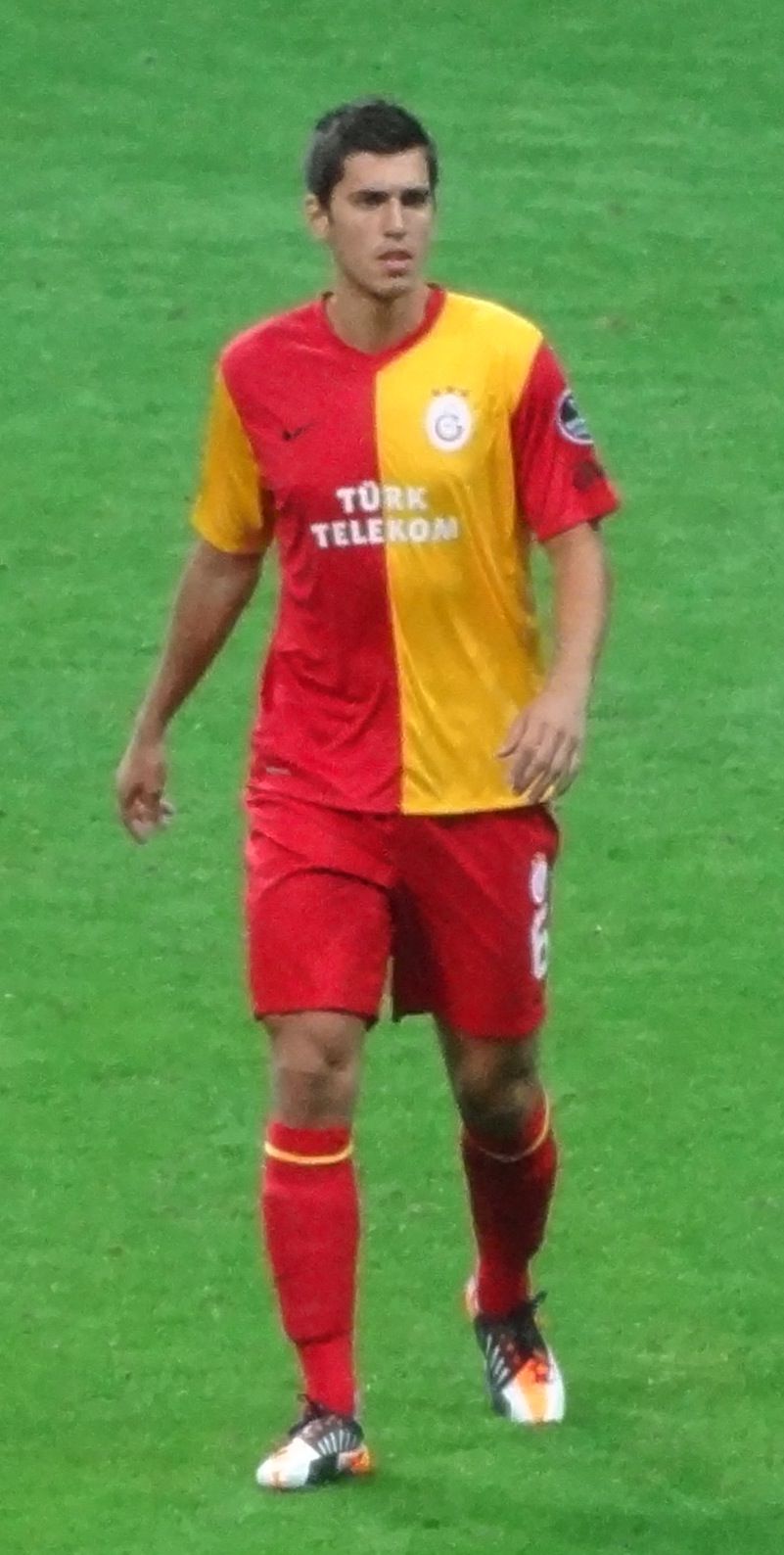
Ceyhun Gülselam con la maglia del Galatasaray.

L'11 giugno 2011 viene acquistato dal Galatasaray. Esordisce, con la nuova maglia, il 26 settembre seguente nella vittoria casalinga di campionato per 2-0 contro l'Eskisehirspor, entrando in campo al minuto 86. Sigla il suo primo gol, con la maglia dei leoni di Istanbul, l'11 dicembre 2011 siglando il 3-0 finale contro la sua ex squadra, il Trabzonspor. A fine stagione vince il suo primo campionato, anche se non da protagonista visto che in campionato scende in campo solo in 12 occasioni con minutaggio di 224 minuti totali, appena 18 minuti a partita.
Il 12 agosto 2012 vince la sua seconda Supercoppa turca, anche se non scende in campo in tale occasione, ai danni del Fenerbahçe per 3-2. Il difensore turco in questa stagione non ha spazio, infatti quando arriva il mercato invernale accumula solo 3 presenze dove mette a segno un gol nella vittoria per 4-1 contro il Balikesirspor in Coppa di Turchia. A gennaio viene ceduto in prestito al Kayserispor, club in cui diventa subito titolare inamovibile. Il 16 febbraio 2012 sigla il suo primo gol stagionale in campionato, e primo con la nuova maglia, nel vittoria per 3-0 contro l'Eskisehirspor. Dopo aver accumulato 16 presenze, a fine stagione fa ritorno al Galatasaray.
L'11 agosto 2013 vince nuovamente la Supercoppa turca, come l'anno prima, contro il Fenerbahçe per 1-0, tale trofeo risulta essere la terza Supercoppa vinta dal giocatore. Anche in questa stagione Ceyhun trova poco spazio non essendo una delle prime scelte di Fatih Terim, ma il 24 settembre 2013 viene esonerato quest'ultimo e prende il suo posto l'italiano Roberto Mancini che vede in lui anche un buon mediano oltre alle sue specialità difensive. Infatti con il nuovo tecnico alla guida del club turco, Ceyhun Gülselam comincia a trovare lo spazio necessario per farsi notare. Il 23 ottobre 2013 fa il suo esordio in Champions League nella vittoria per 3-1 contro il club danese del Copenaghen.

#### Hannover 96
Il 24 luglio 2014, dopo essersi svincolato dal Galatasaray, torna in Germania per vestire la maglia dell'Hannover 96. Esordisce il 16 agosto successivo nella vittoria, in Coppa di Germania, per 3-1 contro l'Astoria Walldorf. Il 22 novembre 2014 mette a segno il suo primo gol con la maglia dell'Hannover, in occasione della sconfitta casalinga per 1-3 contro il Bayer Leverkusen. Conclude la sua prima stagione, con la maglia dell'Hannover 96, con un bottino di 20 presenze e di una rete siglata.
Nella seconda stagione con la maglia della squadra tedesca ottiene un bottino di sole 13 presenze dovute ai vari infortuni e alle scelte tecniche che comunque non hanno evitato la retrocessione della squadra nel secondo livello del campionato tedesco per via del piazzamento in ultima posizione.

#### Karabükspor e Osmanlıspor
Dopo due stagioni passate in Germania decide di ritornare in Turchia per firmare con il club neopromosso Karabükspor. L'esordio arriva il 22 agosto 2016 in occasione della trasferta persa, per 1-0, contro il Galatasaray, sua ex squadra. Conclude la sua prima stagione con la maglia del Karabukspor con un bilancio di 30 presenze.
Il 4 gennaio 2018 passa, a titolo gratuito, all'Ankaraspor. L'esordio arriva il 10 febbraio successivo in occasione del pareggio interno, per 3-3, contro il Göztepe. Il 5 maggio 2018 mette a segno la sua prima rete con indosso la nuova maglia in occasione del pareggio contro l'Alanyaspor. Conclude la stagione con 13 presenze e 1 rete.

#### Alanyaspor
Il 29 agosto 2018 si trasferisce all'Alanyaspor con il quale esordisce tre giorni più tardi in occasione della vittoria, per 1-0, contro il Göztepe. Disputa tre annate con gli arancioverdi, per un totale di 78 presenze e 4 gol in campionato.

#### Altay
Nell'estate del 2021 si accasa all'Altay.

### Nazionale
Esordisce con la nazionale turca il 26 marzo 2008, nell'amichevole pareggiata per 2-2 contro la Bielorussia.

## Statistiche

### Presenze e reti nei club
Statistiche aggiornate al 30 novembre 2024.
| Stagione               | Squadra                | Campionato             | Campionato | Campionato | Coppe nazionali | Coppe nazionali | Coppe nazionali | Coppe continentali | Coppe continentali | Coppe continentali | Altre coppe | Altre coppe | Altre coppe | Totale | Totale |
| Stagione               | Squadra                | Comp                   | Pres       | Reti       | Comp            | Pres            | Reti            | Comp               | Pres               | Reti               | Comp        | Pres        | Reti        | Pres   | Reti   |
| ---------------------- | ---------------------- | ---------------------- | ---------- | ---------- | --------------- | --------------- | --------------- | ------------------ | ------------------ | ------------------ | ----------- | ----------- | ----------- | ------ | ------ |
| 2005-2006              | Unterhaching II        | OL                     | 10         | 0          | -               | -               | -               | -                  | -                  | -                  | -           | -           | -           | 10     | 0      |
| 2006-2007              | Unterhaching II        | OL                     | 21         | 6          | -               | -               | -               | -                  | -                  | -                  | -           | -           | -           | 21     | 6      |
| Totale Unterhaching II | Totale Unterhaching II | Totale Unterhaching II | 31         | 6          |                 | -               | -               |                    | -                  | -                  |             | -           | -           | 31     | 6      |
| 2006-2007              | Unterhaching           | 2L                     | 9          | 1          | CG              | 0               | 0               | -                  | -                  | -                  | -           | -           | -           | 9      | 1      |
| 2007-2008              | Unterhaching           | RL                     | 29         | 5          | CG              | 1               | 0               | -                  | -                  | -                  | -           | -           | -           | 30     | 5      |
| Totale Unterhaching    | Totale Unterhaching    | Totale Unterhaching    | 38         | 6          |                 | 1               | 0               |                    | -                  | -                  |             | -           | -           | 39     | 6      |
| 2008-2009              | Trabzonspor            | SL                     | 16         | 2          | CT              | 5               | 2               | -                  | -                  | -                  | -           | -           | -           | 21     | 4      |
| 2009-2010              | Trabzonspor            | SL                     | 28         | 3          | CT              | 8               | 0               | UEL                | 1                  | 1                  | -           | -           | -           | 37     | 4      |
| 2010-2011              | Trabzonspor            | SL                     | 25         | 1          | CT              | 3               | 0               | UEL                | 2                  | 0                  | ST          | 1           | 0           | 31     | 1      |
| Totale Trabzonspor     | Totale Trabzonspor     | Totale Trabzonspor     | 69         | 6          |                 | 16              | 2               |                    | 3                  | 1                  |             | 1           | 0           | 89     | 9      |
| 2011-2012              | Galatasaray            | SL                     | 12         | 1          | CT              | 1               | 0               | -                  | -                  | -                  | -           | -           | -           | 13     | 1      |
| 2012-gen. 2013         | Galatasaray            | SL                     | 1          | 0          | CT              | 2               | 1               | UCL                | 0                  | 0                  | ST          | 0           | 0           | 3      | 1      |
| gen.-giu. 2013         | Kayserispor            | SL                     | 16         | 1          | CT              | 0               | 0               | -                  | -                  | -                  | -           | -           | -           | 16     | 1      |
| 2013-2014              | Galatasaray            | SL                     | 20         | 0          | CT              | 7               | 1               | UCL                | 4                  | 0                  | ST          | 0           | 0           | 31     | 1      |
| Totale Galatasaray     | Totale Galatasaray     | Totale Galatasaray     | 33         | 1          |                 | 10              | 2               |                    | 4                  | 0                  |             | 0           | 0           | 47     | 3      |
| 2014-2015              | Hannover 96            | BL                     | 18         | 1          | CG              | 2               | 0               | -                  | -                  | -                  | -           | -           | -           | 20     | 1      |
| 2015-2016              | Hannover 96            | BL                     | 13         | 0          | CG              | 0               | 0               | -                  | -                  | -                  | -           | -           | -           | 13     | 0      |
| Totale Hannover 96     | Totale Hannover 96     | Totale Hannover 96     | 31         | 1          |                 | 2               | 0               |                    | -                  | -                  |             | -           | -           | 33     | 1      |
| 2016-2017              | Karabükspor            | SL                     | 30         | 0          | CT              | 0               | 0               | -                  | -                  | -                  | -           | -           | -           | 30     | 0      |
| 2017-gen. 2018         | Karabükspor            | SL                     | 14         | 0          | CT              | 2               | 0               | -                  | -                  | -                  | -           | -           | -           | 16     | 0      |
| Totale Karabükspor     | Totale Karabükspor     | Totale Karabükspor     | 44         | 0          |                 | 2               | 0               |                    | -                  | -                  |             | -           | -           | 46     | 0      |
| gen.-giu. 2018         | Ankaraspor             | SL                     | 13         | 1          | CT              | 0               | 0               | -                  | -                  | -                  | -           | -           | -           | 13     | 1      |
| ago. 2018              | Ankaraspor             | 1L                     | 2          | 0          | CT              | 0               | 0               | -                  | -                  | -                  | -           | -           | -           | 2      | 0      |
| Totale Osmanlıspor     | Totale Osmanlıspor     | Totale Osmanlıspor     | 15         | 1          |                 | -               | -               |                    | -                  | -                  |             | -           | -           | 15     | 1      |
| 2018-2019              | Alanyaspor             | SL                     | 26         | 0          | CT              | 3               | 0               | -                  | -                  | -                  | -           | -           | -           | 29     | 0      |
| 2019-2020              | Alanyaspor             | SL                     | 31         | 3          | CT              | 9               | 1               | -                  | -                  | -                  | -           | -           | -           | 40     | 4      |
| 2020-2021              | Alanyaspor             | SL                     | 21         | 1          | CT              | 3               | 0               | -                  | -                  | -                  | -           | -           | -           | 24     | 1      |
| Totale Alanyaspor      | Totale Alanyaspor      | Totale Alanyaspor      | 78         | 4          |                 | 15              | 1               |                    | -                  | -                  |             | -           | -           | 93     | 5      |
| 2021-2022              | Altay                  | SL                     | 22         | 1          | CT              | 2               | 0               | -                  | -                  | -                  | -           | -           | -           | 24     | 1      |
| 2022-2023              | Altay                  | 1L                     | 31         | 3          | CT              | 0               | 0               | -                  | -                  | -                  | -           | -           | -           | 31     | 3      |
| 2023-2024              | Altay                  | 1L                     | 29         | 0          | CT              | 1               | 0               | -                  | -                  | -                  | -           | -           | -           | 30     | 0      |
| 2024-2025              | Altay                  | 2L                     | 10         | 2          | CT              | 1               | 0               | -                  | -                  | -                  | -           | -           | -           | 10     | 2      |
| Totale Altay           | Totale Altay           | Totale Altay           | 92         | 6          |                 | 4               | 0               |                    | -                  | -                  |             | -           | -           | 96     | 6      |
| Totale carriera        | Totale carriera        | Totale carriera        | 447        | 32         |                 | 50              | 5               |                    | 7                  | 1                  |             | 1           | 0           | 505    | 38     |

### Cronologia delle presenze e reti in nazionale
| Cronologia completa delle presenze e delle reti in nazionale ― Turchia | Cronologia completa delle presenze e delle reti in nazionale ― Turchia | Cronologia completa delle presenze e delle reti in nazionale ― Turchia | Cronologia completa delle presenze e delle reti in nazionale ― Turchia | Cronologia completa delle presenze e delle reti in nazionale ― Turchia | Cronologia completa delle presenze e delle reti in nazionale ― Turchia | Cronologia completa delle presenze e delle reti in nazionale ― Turchia | Cronologia completa delle presenze e delle reti in nazionale ― Turchia |
| Data                                                                   | Città                                                                  | In casa                                                                | Risultato                                                              | Ospiti                                                                 | Competizione                                                           | Reti                                                                   | Note                                                                   |
| ---------------------------------------------------------------------- | ---------------------------------------------------------------------- | ---------------------------------------------------------------------- | ---------------------------------------------------------------------- | ---------------------------------------------------------------------- | ---------------------------------------------------------------------- | ---------------------------------------------------------------------- | ---------------------------------------------------------------------- |
| 26-03-2008                                                             | Minsk                                                                  | Bielorussia                                                            | 2 – 2                                                                  | Turchia                                                                | Amichevole                                                             | -                                                                      | 45’                                                                    |
| 02-06-2009                                                             | Kayseri                                                                | Turchia                                                                | 2 – 0                                                                  | Azerbaigian                                                            | Amichevole                                                             | -                                                                      | 58’                                                                    |
| 12-08-2009                                                             | Kiev                                                                   | Ucraina                                                                | 0 – 3                                                                  | Turchia                                                                | Amichevole                                                             | -                                                                      | 46’                                                                    |
| 05-09-2009                                                             | Kayseri                                                                | Turchia                                                                | 4 – 2                                                                  | Estonia                                                                | Qual. Mondiali 2010                                                    | -                                                                      | 78’                                                                    |
| 09-09-2009                                                             | Zenica                                                                 | Bosnia ed Erzegovina                                                   | 1 – 1                                                                  | Turchia                                                                | Qual. Mondiali 2010                                                    | -                                                                      | 54’                                                                    |
| 14-10-2009                                                             | Bursa                                                                  | Turchia                                                                | 2 – 0                                                                  | Armenia                                                                | Qual. Mondiali 2010                                                    | -                                                                      | 34’                                                                    |
| Totale                                                                 |                                                                        | Presenze                                                               | 6                                                                      |                                                                        | Reti                                                                   | 0                                                                      |                                                                        |

## Palmarès

### Club
- Campionato turco: 1

Galatasaray: 2011-2012
- Coppa di Turchia: 2

Trabzonspor: 2009-2010
Galatasaray: 2013-2014
- Supercoppa di Turchia: 3

Trabzonspor: 2010
Galatasaray: 2012, 2013